# Nowa Szarlejka
Nowa Szarlejka [ˈnɔva ʂarˈlɛi̯ka] é uma aldeia localizada no distrito administrativo de Wręczyca Wielka, do condado de Kłobuck, voivodia de Silésia, no sul da Polônia. A aldeia tem uma população de 197 habitantes.